# Frais (Territori de Belfort)
Frais és un municipi francès, es troba al departament del Territori de Belfort i a la regió de Borgonya - Franc Comtat. L'any 1999 tenia 225 habitants.

## Geografia
Es troba a 2 km de Fontaine i a 11 km de Belfort, capital del departament. És travessat per La Saint-Nicolas, petit riu que neix als Vosges.

## Demografia
| 1962 | 1968 | 1975 | 1982 | 1990 | 1999 |
| ---- | ---- | ---- | ---- | ---- | ---- |
| 83   | 85   | 92   | 152  | 205  | 225  |